# Dragon Quest
Dragon Quest (ドラゴンクエスト, Doragon Kuesuto), conhecido no ocidente como Dragon Warrior, é uma série de jogos eletrônicos de RPG produzido pela Square Enix, antes Enix, sendo um dos jogos de RPG mais famosos e vendidos no Japão. A série teve character design por Akira Toriyama (o criador da série Dragon Ball), música de Koichi Sugiyama e game design de Yuji Horii, a série possui onze jogos.

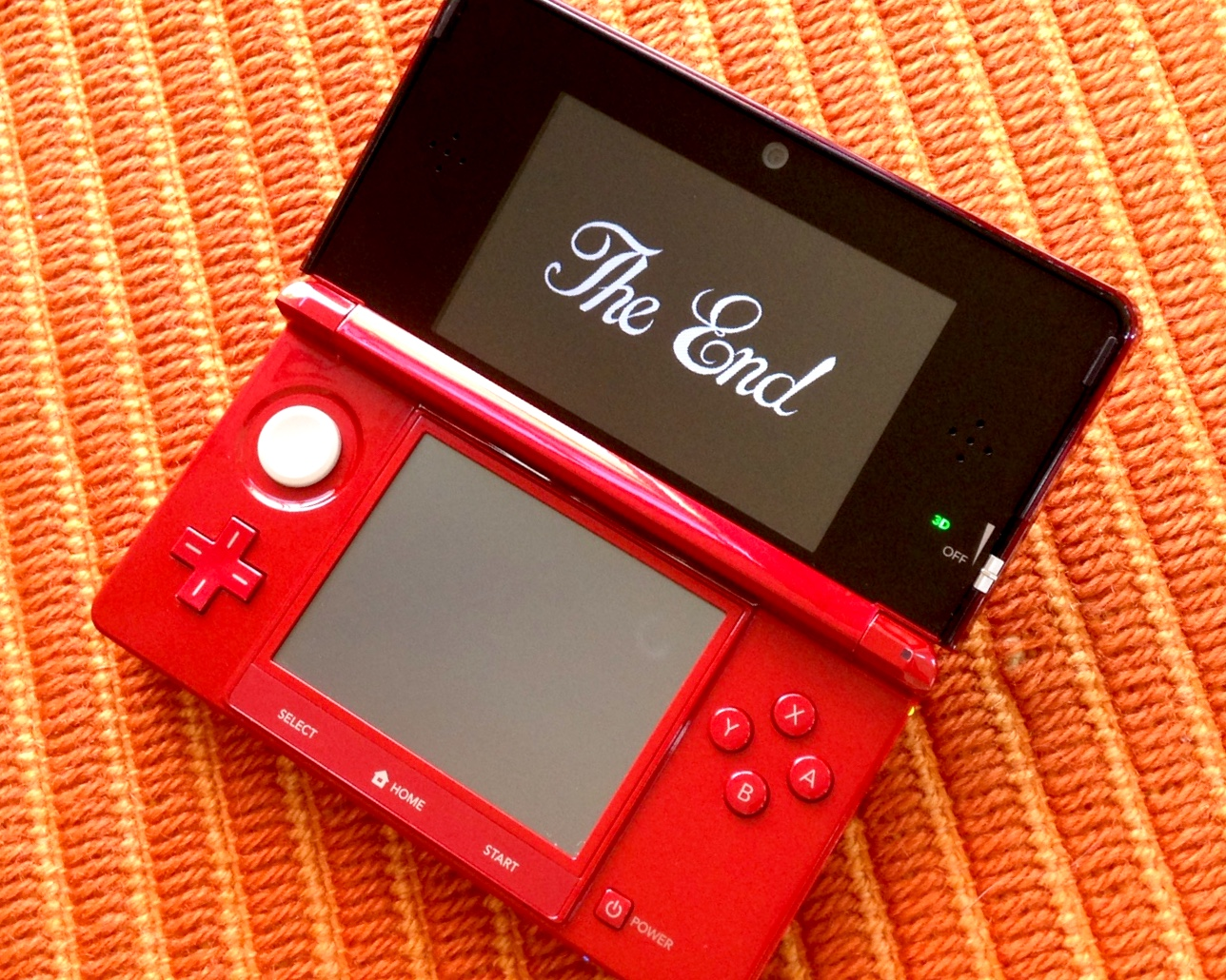
"The End" via Dragon Quest VII para Nintendo 3DS

O primeiro jogo da série, lançado em 1986, conta a história do descendente do herói lendário Roto, contra o malvado Ryuou (rei dragão) e dura até a Terceira saga, onde começa a saga Tenkuu (Celeste), que dura até a sexta saga e a sétima e oitava saga com histórias totalmente novas.
A série Dragon Quest também tem "sub-séries" como o Tornekko's ou Yangar's Dungeon, ou a Dragon Quest Monster, um tipo de Pokémon com os monstros do Dragon Quest.

## Jogos

### Série principal
| Jogo                                              | ano  | Plataforma                    | Desenvolvedora |
| ------------------------------------------------- | ---- | ----------------------------- | -------------- |
| Dragon Quest                                      | 1986 | Nintendo Entertainment System | Chunsoft       |
| Dragon Quest II: Luminaries of the Legendary Line | 1987 | Famicom                       | Chunsoft       |
| Dragon Quest III: The Seeds of Salvation          | 1988 | Famicom                       | Chunsoft       |
| Dragon Warrior IV: Chapters of the Chosen         | 1990 | Famicom                       | Chunsoft       |
| Dragon Quest V: Hand of the Heavenly Bride        | 1992 | Super Famicom                 | Chunsoft       |
| Dragon Quest VI: Realms of Revelation             | 1995 | Super Famicom                 | Heartbeat      |
| Dragon Warrior VII                                | 2000 | PlayStation                   | Heartbeat      |
| Dragon Quest VIII: Journey of the Cursed King     | 2004 | PlayStation 2                 | Level-5        |
| Dragon Quest IX: Sentinels of the Starry Sky      | 2009 | Nintendo DS                   | Level-5        |
| Dragon Quest X: Awakening of Five Tribes Online   | 2012 | Wii                           | Square Enix    |
| Dragon Quest XI: Echoes of an Elusive Age         | 2017 | PlayStation 4                 | Square Enix    |

### Dragon Quest Monsters
- Dragon Quest Monsters
- Dragon Quest Monsters 2
- Dragon Quest Monsters 3
- Dragon Quest Monsters: Caravan Heart
- Dragon Quest Monsters: Joker
- Dragon Quest Monsters: Joker 2
- Dragon Quest Monsters: Joker 3

### Dragon Quest Slime
- Slime MoriMori Dragon Quest: Shōgeki no Shippo Dan
- Dragon Quest Heroes: Rocket Slime

### Dragon Quest Torneko's
- Torneko's Great Adventure: Mysterious Dungeon
- Torkeno's Great Adventure 2: Fushigi no Dungeon
- Torneko's Great Adventure 3: Mystery Dungeon
- Torneko's Great Adventure 4: World of Gods

### Outros jogos
- Dragon Quest: Young Yangus and the Mysterious Dungeon
- Dragon Quest I & II
- Itadaki Street
- Swordmaster Dragon Quest: Resurrection of the Legendary Sword
- Dragon Quest Swords: The Masked Queen and the Tower of Mirrors
- Dragon Quest: Monster Battle Road

## Outras mídias
A série gerou quatro mangás, animes e um longa na plataforma Netflix:
- Dragon Warrior: Legend of the Hero Abel
- Dragon Quest: Dai No Daibouken
- Dragon Quest Retsuden: Roto no Monshō
- Dragon Quest: Your Story